# Passé en français
En français, il y a des formes de passé à tous les modes. La plupart des formes analytiques sont construites avec deux verbes auxiliaires. La majorité des verbes actifs reçoivent l’auxiliaire avoir, les passifs et les pronominaux, ainsi que certains verbes actifs intransitifs – l’auxiliaire être, le verbe à sens lexical étant au participe passé. Dans le cas de l’auxiliaire être, le participe est toujours accordé en genre et en nombre avec le sujet. Dans certains cas, il s’accorde également lorsque l’auxiliaire est avoir, non pas avec le sujet, mais avec le complément d’objet direct.
À chaque mode, il y a au moins un temps passé composé avec les auxiliaires au présent du mode en cause.

## Au mode indicatif
En français il y a neuf formes de passé à ce mode.

### Imparfait
L’imparfait est formé de façon synthétique, avec des désinences spécifiques. Il exprime principalement des procès d’aspect imperfectif. Il peut être utilisé de façon absolue, ayant un caractère descriptif ou narratif, et exprimant le mode d’action duratif (Du haut de la colline, on apercevait un petit village dont les toits brillaient au soleil) ou itératif (action répétée) : Pendant les vacances, nous faisions toujours de longues balades à vélo. En tant que temps relatif il exprime le rapport temporel de simultanéité d’un procès avec le procès d’un autre verbe, principalement dans la même phrase, en vertu d’une règle de concordance des temps : Ma mère me disait toujours que je devais faire des études pour être indépendant.
La forme d’imparfait a aussi une valeur non spécifique, qui est exprimée dans d’autres langues par le conditionnel présent, dans certaines propositions subordonnées introduites par la conjonction si et des locutions conjonctives comprenant si (même si, comme si) : S’il neigeait, nous pourrions faire du ski.

### Passé composé
Le passé composé est une forme analytique, construite avec les verbes auxiliaires à l’indicatif présent. Il exprime implicitement l’aspect perfectif, le procès étant vu comme ayant eu lieu dans une période délimitée, pouvant aussi être momentané comme mode d’action. Il a surtout un emploi absolu : À la fin du match, le journaliste est descendu sur le court de tennis, il a tendu le micro au jeune champion et il lui a posé beaucoup de questions. En tant que temps relatif il peut exprimer l’antériorité par rapport à un verbe au présent, mais non par rapport à un temps passé, dans la plupart des cas : Quand on a perdu sa carte bancaire, il faut tout de suite le signaler à la banque.

### Passé simple
Le passé simple est une forme synthétique, ayant pour marque un suffixe constitué d’une voyelle caractéristique pour la classe de conjugaison, qui est suivi de désinences spécifiques. Il a la même valeur aspectuelle que le passé composé, mais à la différence de celui-ci, il ne peut pas avoir de contact avec le présent. Son emploi est limité du point de vue sociolinguistique au registre de langue soutenu, surtout à la langue de certaines œuvres littéraires et à des ouvrages à caractère historique. Exemples : La porte s’ouvrit. Un groupe étrange et violent apparut sur le seuil (Victor Hugo) ; Le peintre Matisse naquit en 1869 et mourut en 1954.

### Passé antérieur
Le passé antérieur est formé avec le passé simple de l’auxiliaire. Il exprime une action immédiatement antérieure à une autre au passé simple : Dès qu’il eut prononcé ces mots, un concert de protestations s’éleva dans la foule.

### Plus-que-parfait
Le plus-que-parfait aussi est analytique, l’auxiliaire étant à l’imparfait. C’est un temps relatif par définition, exprimant l’antériorité d’un procès passé par rapport à un autre procès passé : Les randonneurs avaient marché plusieurs heures et ils mouraient de soif.
De plus, le plus-que-parfait est employé avec la valeur du condionnel passé dans des subordonnées du type de celles où on utilise l’imparfait au lieu du conditionnel présent : Si nous avions eu plus de temps, nous nous serions arrêtés pour visiter Dijon. De même, utilisé absolument, toujours au lieu du conditionnel passé après si, il a la valeur pragmatique d’exprimer le reproche ou le regret pour un fait passé : Ah ! si tu avais suivi mes conseils !.

### Passé surcomposé
Il y a aussi un passé surcomposé, avec l’auxiliaire au passé composé. Il exprime l’antériorité immédiate par rapport au passé composé : Dès qu’il a eu prononcé ces mots, un concert de protestations s’est élevé dans la foule.

### Temps périphrastiques
En dehors des formes ci-dessus il y en a d’autres, appelées « temps périphrastiques », qui sont constituées avec des verbes dits semi-auxiliaires, le verbe à sens lexical étant à l’infinitif présent.

#### Passé récent
Le passé récent est formé avec le semi-auxiliaire venir au présent. Il est utilisé en rapport avec le moment de la parole : Il est 20 heures. Le magasin vient de fermer. Avec venir à l’imparfait, il se rapporte au passé composé: Le magasin venait de fermer ses portes quand je suis arrivé pour faire mes courses.

#### Futur dans le passé
Le français a aussi des formes de futur dans le passé, qui expriment des actions postérieures à un moment du passé et terminées ou non avant le moment de la parole. L’une n’est pas spécifique, ayant la forme du conditionnel présent : Nous étions le 15 décembre. Ce serait bientôt Noël ; On a annoncé que les élections législatives auraient lieu le 15 mai. Il y a aussi un futur proche dans le passé, avec le semi-auxiliaire aller : J’allais prendre ma douche quand le téléphone a sonné, Il a dit qu’il allait m’aider.

#### Voix passive
Il y a à chacune de ces formes une variante à la voix passive, construite avec l’auxiliaire être qui est conjugué, et le participe passé du verbe à sens lexical : La loi était / a été / fut / eut été / avait été / vient d’être votée par les députés.

## Aux autres modes
À tous ces modes, les formes de passé sont analytiques, construites avec les verbes auxiliaires au présent de ces modes. Seul le subjonctif a en plus des formes désuètes dans la langue actuelle, constituées avec d’autres temps des auxiliaires.

### Subjonctif
Le subjonctif passé, employé relativement, exprime l’antériorité par rapport au verbe régissant au présent ou au passé (Les Français regrettent/regrettaient que leur équipe ait perdu le match), ou bien au futur : Bien qu’elle ait déjà joué hier, notre équipe rejouera demain. L’action exprimée par le subjonctif passé peut aussi être postérieure à celle du verbe régissant si elle doit être accomplie avant un moment d’après le moment de la parole : Il faut que nous ayons quitté l’hôtel avant 11 heures. Les subjonctifs imparfait et plus-que-parfait étaient employés pour rapporter le procès à un verbe régissant au passé. Ils sont remplacés dans la langue actuelle par le subjonctif présent et le subjonctif passé, respectivement, ce dernier comme dans l’exemple ci-dessus : Les Français regrettaient que leur équipe ait perdu le match.

### Conditionnel
Le conditionnel passé exprime principalement, comme temps relatif, un fait du passé non réalisé, parce que la condition, exprimée par un autre fait du passé, dont dépendait sa réalisation, n’a pas été remplie : Si j’avais eu ton adresse, je t’aurais envoyé une carte postale de Grèce. D’autres de ses emplois sont pragmatiques : pour communiquer un fait passé avec des réserves concernant sa véracité (L’incendie aurait été provoqué par une cigarette jetée dans une poubelle) ; pour exprimer un regret (J’aurais bien voulu aller à Londres ce week-end mais il n’y avait plus de places dans l’Eurostar), l’atténuation d’une demande par politesse (J’aurais voulu avoir quelques renseignements…), un reproche : Il aurait mieux valu dire la vérité tout de suite.
Avec une valeur relative non spécifique, le conditionnel passé est utilisé pour exprimer l’antériorité par rapport à un futur dans le passé qui à son tour exprime la postériorité par rapport à un temps passé : Antoinette a dit qu’elle se marierait quand elle aurait terminé ses études.

### Impératif
L’impératif passé exprime un ordre à exécuter avant un moment du futur : Ayez fini tout votre travail avant samedi !.

### Infinitif
L’infinitif passé exprime l’antériorité par rapport à un verbe régissant ayant le même sujet : Olivier est content d’avoir reçu des nouvelles de son amie.

### Participe
Le participe passé a une valeur adjectivale et une valeur verbale. Avec cette dernière, sa fonction est surtout de participer à la formation des temps composés avec les auxiliaires, comme on peut le voir plus haut.
Le participe passé composé exprime l’antériorité par rapport à un verbe ayant le même sujet (Les élèves ayant obtenu la mention très bien au baccalauréat entrent sans examen dans cette école) ou un sujet différent : L’usine de la ville ayant fermé, plus de cent personnes sont maintenant au chômage.

### Gérondif
Le gérondif passé, plus rarement utilisé, exprime l’antériorité seulement par rapport à un verbe ayant le même sujet : On est revenus par le même chemin et on est rentrés à sept heures en n’ayant rencontré absolument personne.
Des exemples de formes passives correspondant à certaines ci-dessus sont La loi aurait été votée, Il faut que la loi ait été votée.